# Daniela Ruah
Daniela Sofia Korn Ruah (ur. 2 grudnia 1983 w Bostonie) – portugalska aktorka.
W maju 2018 roku, razem z Sílvią Alberto, Filomeną Cautelą i Catariną Furtado, prowadziła 63. Konkurs Piosenki Eurowizji organizowany w Lizbonie.

## Życie osobiste
Ruah urodziła się jako Daniela Sofia Korn Ruah w Bostonie i mieszkała w Stanach Zjednoczonych do piątego roku życia. Biegle mówi w dwóch językach, portugalskim i angielskim. Posiada podwójne obywatelstwo – amerykańskie i portugalskie.

## Filmografia

### Filmy kinowe
- 2012: Sophia w Red Tails

### Telewizja
Filmy/seriale portugalskie:
- 2000/2001: Sara w Jardins Proibidos, TVI
- 2001: Zézinha w Querida Mãe, SIC
- 2001: Mónica w Elsa, Uma Mulher Assim, RTP
- 2001/2002: Constança Valadas w Filha do Mar, TVI
- 2004: Verónica Botelho w Inspector Max (Marcas do Passado) (gościnnie), TVI
- 2005/2006: Rita Cruz w Dei-te Quase Tudo, TVI
- 2006/2007: Daniela Pinto w Tu e Eu (główna rola), TVI
- 2008: Rita w Casos da Vida (2008) (gościnnie), TVI

Filmy/seriale amerykańskie:
- 2009-2023: Agent Specjalny Kensi Blye w Agenci NCIS: Los Angeles, CBS